# Ronan (Ronan Keating)
Ronan è il primo album in studio da solista del cantante irlandese Ronan Keating, ex-membro dei Boyzone, pubblicato il 31 luglio 2000 dalla Polydor Records.
Nel 2001 Ronan viene ripubblicato sia con Lovin' Each Day, quarto ed ultimo singolo estratto dall'album che in un'edizione speciale con un secondo disco e del materiale multimediale.

## Tracce

### Edizione 2000
1. Life Is a Rollercoaster – 3:56 (Alexander/Nowels)
2. The Way You Make Me Feel – 3:54 (Adams/Thornalley)
3. In This Life – 3:10 (Reid/Shamblin)
4. Heal Me – 4:05 (Alexander/Nowels)
5. Keep on Walking – 3:56 (Keating/Leonard/Thicke)
6. When You Say Nothing at All – 4:18 (Overstreet/Schilitz)
7. Brighter Days – 4:55 (Chambers/Hill)
8. If You Love Me – 3:27 (Baker/Diamond/Keating/Lipson)
9. If I Don't Tell You Now – 3:20 (Warren)
10. Only for You – 4:29 (Bagge/Birgisson/Tucker)
11. Addicted – 5:25 (Hector/Lipson/Power)
12. When the World Was Mine – 5:18 (Holyfield/Liversey)
13. Believe – 5:04 (Keating/Leonard)
14. Once Upon A Lifetime (UK Bonus Track) – 4:24

### Edizione 2001
| 1. Life Is a Rollercoaster 2. The Way You Make Me Feel 3. In This Life 4. Heal Me 5. Keep on Walking 6. When You Say Nothing at All 7. Brighter Days 8. If You Love Me 9. If I Don't Tell You Now 10. Only for You 11. Addicted 12. When the World Was Mine 13. Believe 14. Lovin' Each Day (Bonus Track) | 1. When You Say Nothing at All (Video & Multimedia Track) 2. Life Is a Rollercoaster (Video & Multimedia Track) 3. The Way You Make Me Feel (Video & Multimedia Track) 4. Lovin' Each Day (Video & Multimedia Track) |